# ロバート・ギローム
ロバート・ギローム（Robert Guillaume,  1927年11月30日 - 2017年10月24日）は、アメリカ合衆国の俳優である。

## 来歴
1927年、ミズーリ州セントルイス生まれ。高校卒業後はセントルイス大学とワシントン大学で学び、役者になる前まではアメリカ陸軍へ従軍していた。舞台俳優としてキャリアをスタートさせ、1961年に『Kwamina』でブロードウェイデビュー。以来、様々なミュージカルや舞台などで経験を積み、1977年には『ガイズ&ドールズ』への出演でトニー賞にノミネートされた。1960年代中盤にテレビ映画でテレビデビューを果たし、舞台以外の分野での活動でも人気を博した。
数ある出演作の中でも特にギロームのキャリアで知られているのは1979年から1986年まで出演したコメディテレビシリーズ『ミスター・ベンソン』への出演。同ドラマではタイトルロールでもある主人公ベンソン・デュボイスを演じてお茶の間の人気者になった。同ドラマでゴールデン・グローブ賞にノミネートされたほか、1985年そして別の出演作『ソープ』で1979年にそれぞれエミー賞を獲得している。それ以降もコンスタントに出演作を増やしており、70代を越えた後もティム・バートン監督の『ビッグ・フィッシュ』などへ出演して健在ぶりを見せた。

### 私生活
1955年の最初の結婚で2児をもうけている。1984年に二人は離婚しているが、1986年にプロデューサーのDonna Brown Guillaumeと再婚し、1児をもうけた。そのうちの息子は1990年にAIDSで他界している。

## 出演作品

### 映画
- Porgy in Wien (1966) ※テレビ映画
- Super Fly T.N.T. (1973)
- The Kid from Left Field (1979) ※テレビ映画
- The Donna Summer Special (1980) ※テレビ映画
- 昔みたい Seems Like Old Times (1980)
- The Kid with the Broken Halo (1982) ※テレビ映画
- 恋愛アカデミー/ 私の彼は13才 The Kid with the 200 I.Q. (1983) ※テレビ映画
- Prince Jack (1985)
- WANTED/ウォンテッド Wanted: Dead or Alive (1986)
- 抱腹絶倒クレイジー・チョップ They Still Call Me Bruce (1987)
- 新・弁護士ペリー・メイスン/ 殺意の石像 Perry Mason: The Case of the Scandalous Scoundrel (1987) ※テレビ映画
- ワイルド・チェンジ Lean on Me (1989)
- ペントハウス The Penthouse (1989) ※テレビ映画
- ファイヤー・アンド・レイン/ 運命のデルタ航空191便 Fire and Rain (1989)
- ブルージーン・コップ Death Warrant (1990)
- Murder Without Motive: The Edmund Perry Story (1992)
- ドライビング Miss デイジー Driving Miss Daisy (1992) ※テレビ映画版
- マスターゲート Mastergate (1992)
- You Must Remember This (1992) ※テレビ映画
- スーパーヒーロー・メテオマン The Meteor Man (1993)
- グレイハウンド Greyhounds (1994)
- Cosmic Slop (1994) ※テレビ映画
- Children of the Dust (1995)
- Shari's Passover Surprise (1996) ※テレビ映画
- スパイ・ハード Spy Hard (1996)
- Run for the Dream: The Gail Devers Story (1996) ※テレビ映画
- ファースト・キッド/ 僕のパパは大統領 First Kid (1996)
- スカイ・パニック Panic in the Skies! (1996) ※テレビ映画
- パンドラ・クロック/ 人類滅亡へのフライト Pandora's Clock (1996)
- Merry Christmas, George Bailey (1997)
- ネットジャック Silicon Towers (1999)
- ハッピー・プリンス The Happy Prince (1999) ※テレビ映画
- レジェンド オブ ゴア 13th Child (2002)
- ビッグ・フィッシュ Big Fish (2003)
- The Secrets of Jonathan Sperry (2008)
- Satin (2011)
- コロンバス・サークル Columbus Circle (2012)

### アニメ映画
- ライオン・キング The Lion King (1994)
- 白雪姫 Snow White (1996) ※短編
- ライオン・キング2 シンバズ・プライド The Lion King II: Simba's Pride (1998) ※ビデオ作品
- リトル・フット/アイス・フリーズ The Land Before Time VIII: The Big Freeze (2001) ※ビデオ作品
- The Adventures of Tom Thumb & Thumbelina (2002)
- ライオン・キング3 ハクナ・マタタ The Lion King 1½ (2004) ※ビデオ作品

### テレビドラマ
- ジュリア Julia (1969)
- ドクター・ウェルビー Marcus Welby, M.D. (1970)
- Sanford and Son (1975)
- オール・イン・ザ・ファミリー (1975)
- ジェファーソンズ The Jeffersons (1975)
- Good Times (1977)
- ソープ Soap (1977 - 1980)
- ミスター・ベンソン Benson (1979 - 1986)
- ラブ・ボート The Love Boat (1980, 1981)
- North and South (1985)
- Hotel (1986)
- パシフィック・ステーション Pacific Station (1991 - 1992)
- A Different World (1991, 1992)
- L.A.ロー 七人の弁護士 L.A. Law (1992)
- Jack's Place (1992)
- アダムス・ファミリー The Addams Family (1993)
- Dr．マーク・スローン Diagnosis Murder (1993)
- Saved by the Bell: The College Years (1993)
- バークにまかせろ Burke's Law (1994)
- ベルエアのフレッシュプリンス The Fresh Prince of Bel-Air (1994)
- スパークス Sparks (1996)
- Promised Land (1996)
- Goode Behavior (1997)
- Touched by an Angel (1997)
- アウター・リミッツ The Outer Limits (1998)
- Closeups (1999)
- Sports Night (1998 - 2000)
- モエシャ Moesha (2000)
- パパにはヒ・ミ・ツ 8 Simple Rules... for Dating My Teenage Daughter (2003)
- Century City (2004)
- Storyline Online (2008)
- CSI:科学捜査班 CSI: Crime Scene Investigation (2008)
- Wanda Sykes Presents Herlarious (2013)

### テレビアニメ
- フィッシュ・ポリス Fish Police (1992)
- キャプテン・プラネット Captain Planet and the Planeteers (1994)
- ライオン・キングのティモンとプンバァ Timon & Pumbaa (1995 - 1999)
- Happily Ever After: Fairy Tales for Every Child (1995 - 2000)
- プラウドファミリー The Proud Family (2002)

### ビデオゲーム
- Extreme Skate Adventure (2003)
- キングダム ハーツII Kingdom Hearts II (2005)
- ハーフライフ2 Half-Life 2: Episode One (2006)
- Kingdom Hearts II: Final Mix+ (2007)
- Half-Life 2: Episode Two (2007)

## 参照
1. ↑  Robert Guillaume, Emmy-Winning Star of ‘Benson,’ Dies at 89 ニューヨーク・タイムズ
2. 1 2 3  “Robert Guillaume Biography”. 2014年7月5日閲覧。
3. ↑  https://news.google.com/newspapers?id=XigxAAAAIBAJ&sjid=SAMEAAAAIBAJ&pg=4486,6581491&dq=robert-guillaume+tony&hl=en
4. ↑  https://www.imdb.com/name/nm0347039/awards/?ref_=nm_awd